# データサーブ D2
データサーブ D2（Datasaab D2）は、スウェーデン、リンシェーピングのデータサーブ社が設計した試作コンピュータである。

## 概要

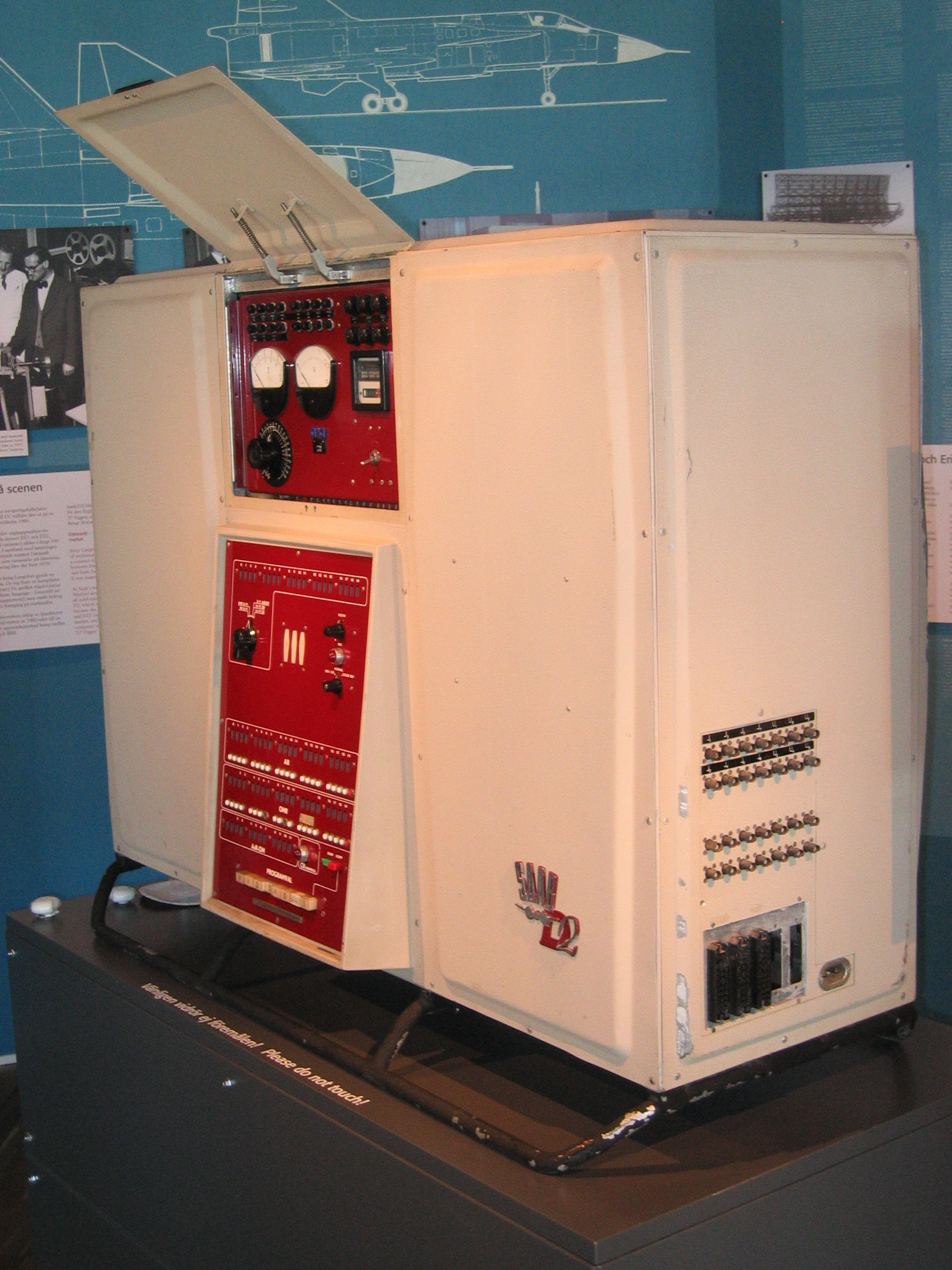
IT-ceumのデータサーブ D2

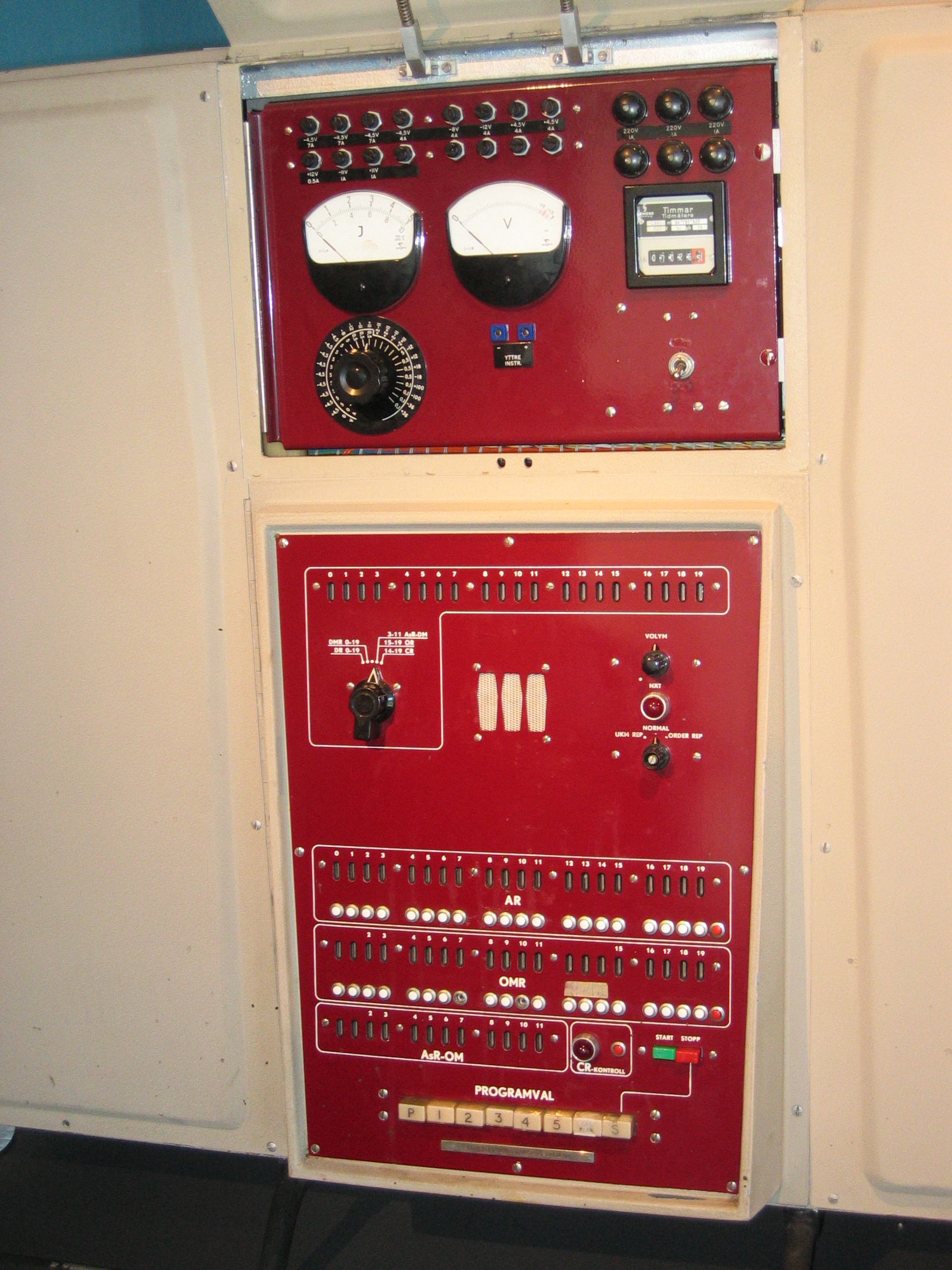
データサーブ D2の前面パネル

データサーブ D2は独立したトランジスターで組み立てられ1960年に完成した。このコンピュータの目的は航空機に搭載する航法を補助するコンピュータ（最終的にはサーブ 37 ビゲン搭載のCK37コンピュータに至った）を製造する可能性を調査することであった。このプロジェクトの軍事面はSANKやサーブ自動航法計算機（Saabs Automatiska Navigations-Kalkylator）という名称で知られ、D2は民生用の名称であった。
D2は重量が200 kg程で卓上に置くことができ、6桁の十進法数字に相当する20ビットのワードを使用しメモリ容量は15キロバイトに相当する6Kワードであった。プログラムとデータは独立したメモリに格納された。D2は毎秒100,000回の整数加算が可能で入力には紙テープが使用された。
D2試作機から得た経験はデータサーブ社の基礎となり、民生用のD21と軍用機搭載モデルの双方の開発が続けられた。1962年にはもう民生用のD21が発表され磁気テープ、24ビットのワード、統一されたプログラムとデータのメモリを使用していた。より小型化された航空機搭載型コンピュータが開発される一方でD2試作機の開発は中止された。
D2はスウェーデンのリンシェーピングにあるコンピュータ博物館のIT-ceumに展示されている。